# Harescombe
Harescombe é uma paróquia e aldeia de Stroud, no condado de Gloucestershire, na Inglaterra. De acordo com o Censo de 2011, tinha 247 habitantes. Tem uma área de 12,39 km².